# 中津川市コミュニティバス
中津川市コミュニティバス（なかつがわしコミュニティバス）は、岐阜県中津川市のコミュニティバス。「巡回バス」ともいう。

## 概要
- 市内9地区で運行されているが、運行委託等は各路線で異なる。一部の路線は、旧町村のコミュニティーバスを受け継いだものである。
- 運賃は全路線共通で、大人（中学生以上）200円、小学生100円、乳幼児無料。また、全路線で利用できる、1ヶ月乗り放題の定期券もある。

## 路線

### 落合地区
- 運行委託先はサカガワ[1]
- 運行日は火・金曜日（祝日、年末年始（12/29～1/3）は運休）
  - 落合巡回線
  - 山の田・三五沢線
  - 平石・釜沢ルート（予約型）
  - 瀬戸ルート（予約型）

### 阿木地区
- 運行委託先はNPO法人阿木ふるさと福祉村
- 運行日は火・木・金曜日（祝日、年末年始（12/29～1/3）は運休）
  - 南ルート
  - 北ルート

### 神坂地区
- 運行委託先は近鉄東美タクシー
- 運行日は火・金曜日（祝日、年末年始（12/29～1/3）は運休）
  - 向山方面（予約型）
  - 霧ヶ原・細野方面（予約型）

### 山口地区
- 運行委託先は近鉄東美タクシー
- 運行日は月～土曜日（祝日、年末年始（12/29～1/3）は運休）
  - しずもバス（予約型）

### 坂下地区
- 運行委託先はサカガワ
- 運行日は月～金曜日（祝日、年末年始（12/29～1/3）は運休）
  - 上野線
  - 外洞線
  - 合郷線
  - 西方寺・握・高部線
  - 上鐘・松源地線
  - 上野・合郷線
  - 上野・外洞線

### 加子母地区
- 運行委託先はNPOかしもむら
- 運行日は月～土曜日（祝日、年末年始（12/29～1/3）は運休）
  - 加子母総合事務所 - アトラ - 加子母総合事務所 - 濃飛小和知バス停 - 加子母総合事務所

### 付知地区
- 運行委託先はNPOつけちスポーツクラブ
- 運行日は月・水・金曜日（祝日、年末年始（12/29～1/3）は運休）
  - B＆G - 東濃森林管理署 - 森林組合 - 倉屋温泉 - 公民館・総合事務所 - B＆G

### 福岡地区
- 運行委託先は北恵那交通
- 運行日は路線によって異なるが、該当する曜日が祝日でも運行。年末年始（12/29～1/3）は運休。
  - 矢平線　　　火・木曜日運行
  - 若山線　　　火・木曜日運行
  - 本郷線　　　水・金曜日運行
  - 上之平・下組線　　水・金曜日運行
  - 新田線　　　水・金曜日運行

### 蛭川地区
- 運行委託先はごとう[2]
- 運行日は月・水・金曜日（祝日、年末年始（12/29～1/3）は運休）
  - 紅岩ルート
  - ひとつばたこルート
  - 杵振りルート